# Cytisus kovacevii
Cytisus kovacevii là một loài thực vật có hoa trong họ Đậu. Loài này được Velen. miêu tả khoa học đầu tiên.